# Caliban
I Caliban sono un gruppo metalcore tedesco formato nel 1997 a Hattingen, originalmente con il nome Never Again.

## Storia

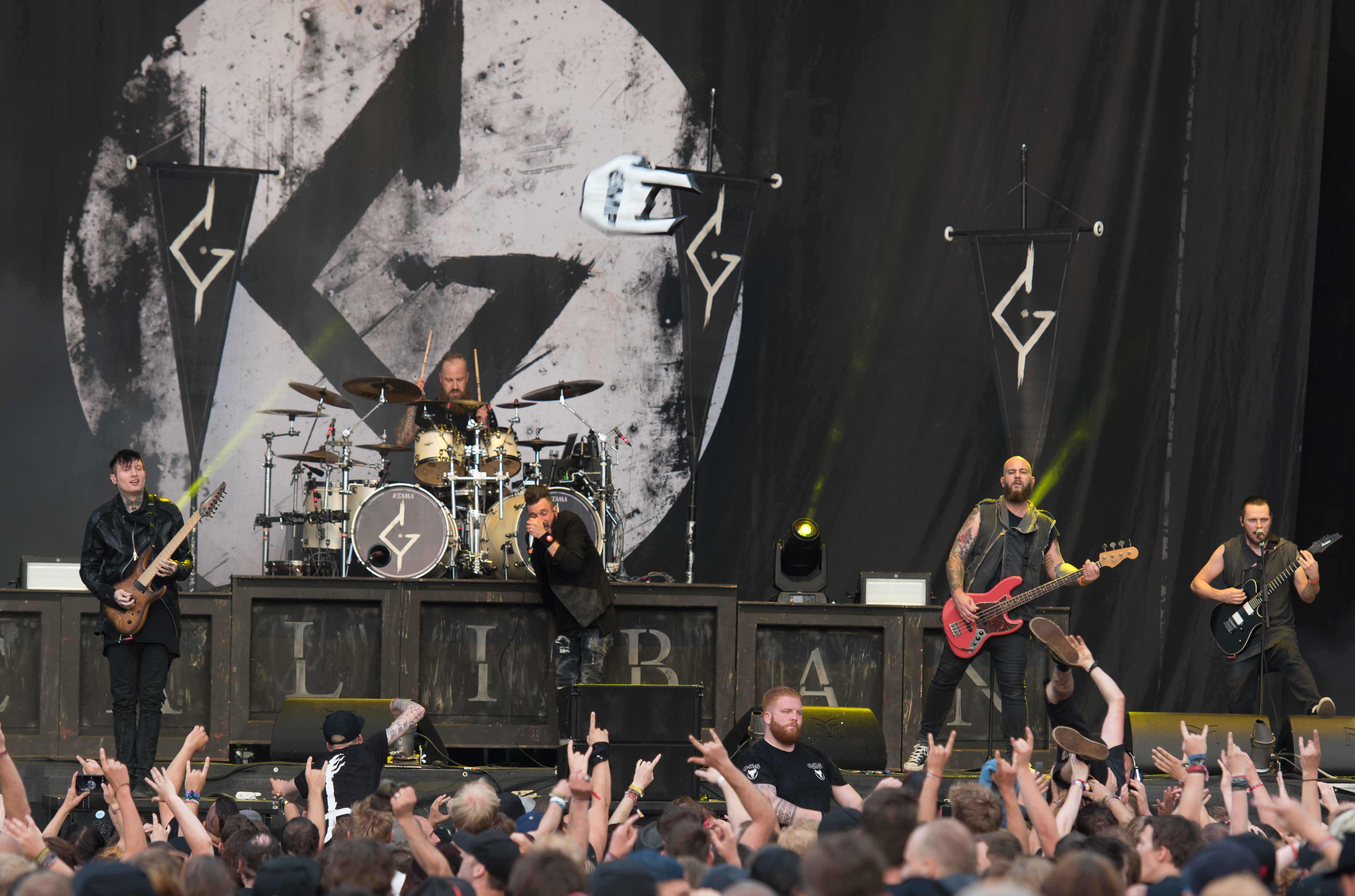
I Caliban al Reload Festival 2017

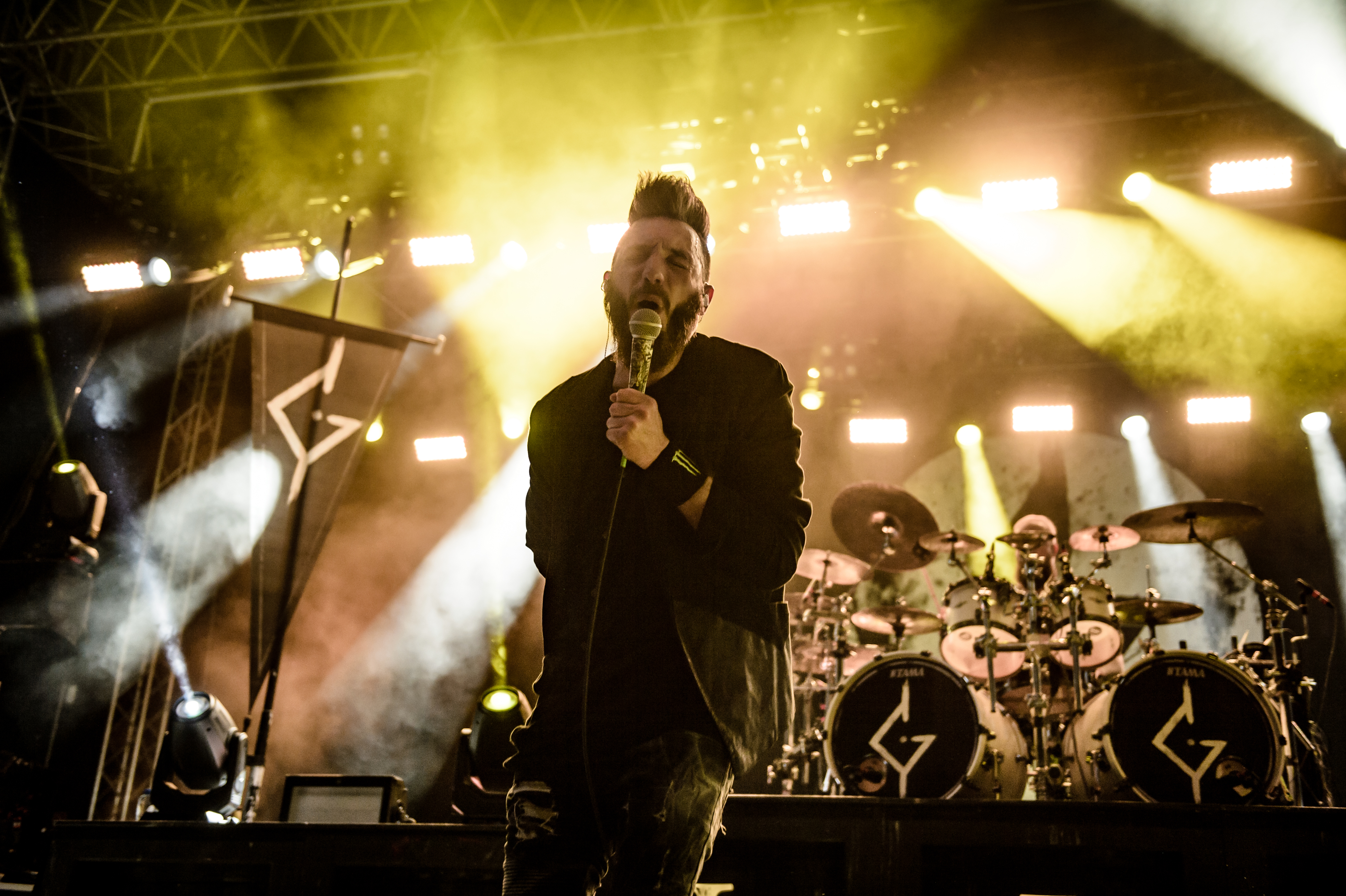
Andreas Dörner con i Caliban all'Impericon Festival 2017

Dopo 6 mesi dalla nascita la band registra il suo primo demo di due canzoni, che non viene mai pubblicato. Le canzoni furono mandate a molte etichette e la Lifeforce Records fu la prima ad offrire un contratto.
Il primo EP fu pubblicato nell'estate del 1998, per promuoverlo il gruppo fece molti concerti in tutta Europa e qualche concerto di supporto a gruppi come Morning Again, Earth Crisis e Cro-Mags.
Dopo il loro tour europeo, nel 1999 i Caliban entrarono in studio per registrare il primo album A Small Boy and a Grey Heaven. Il disco ricevette pareri favorevoli da grandi riviste del settore quanto da piccole riviste hardcore e metal e la band venne descritta come un misto di Slayer, Poison the Well e Hatebreed.

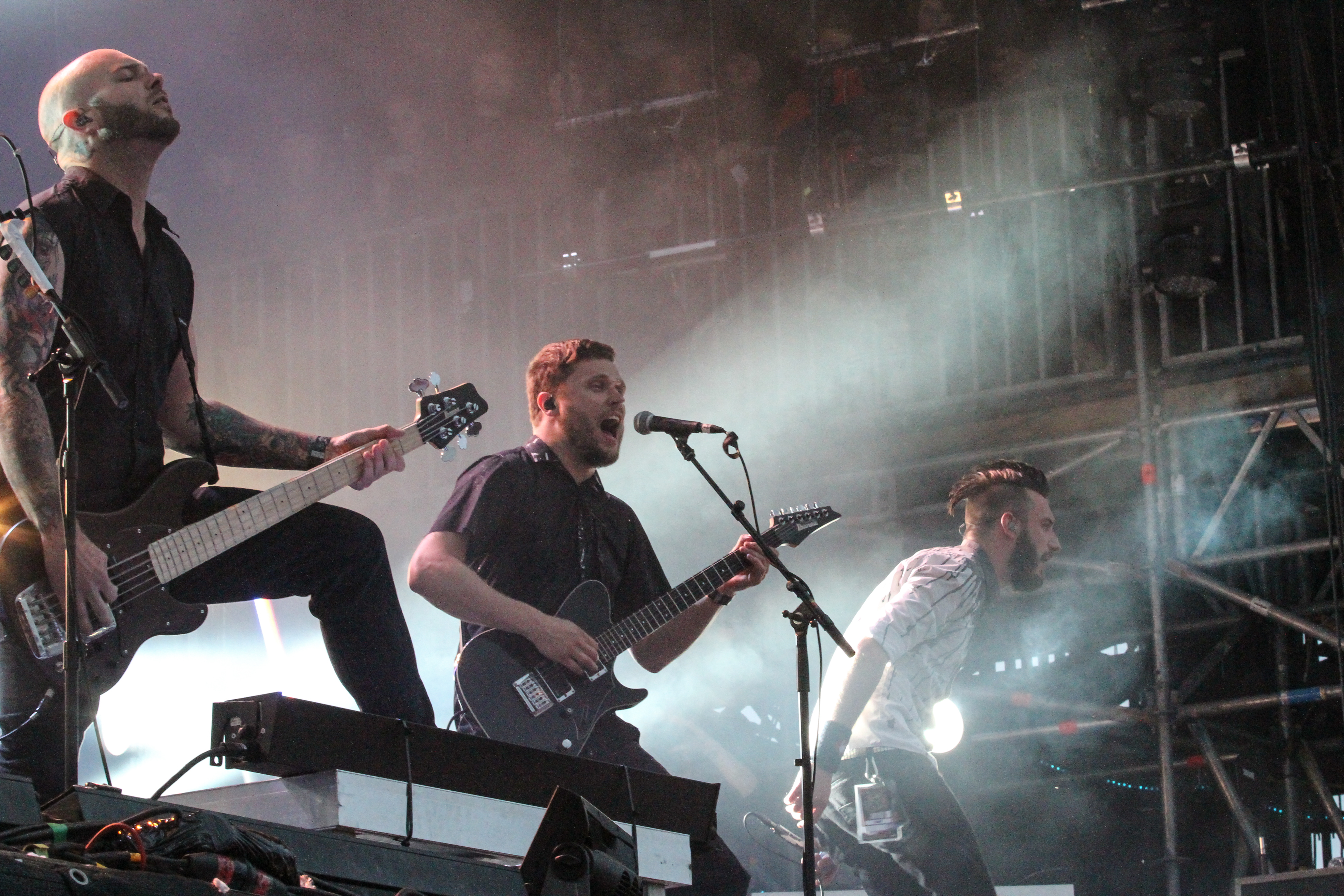
I Caliban al With Full Force Festival 2013

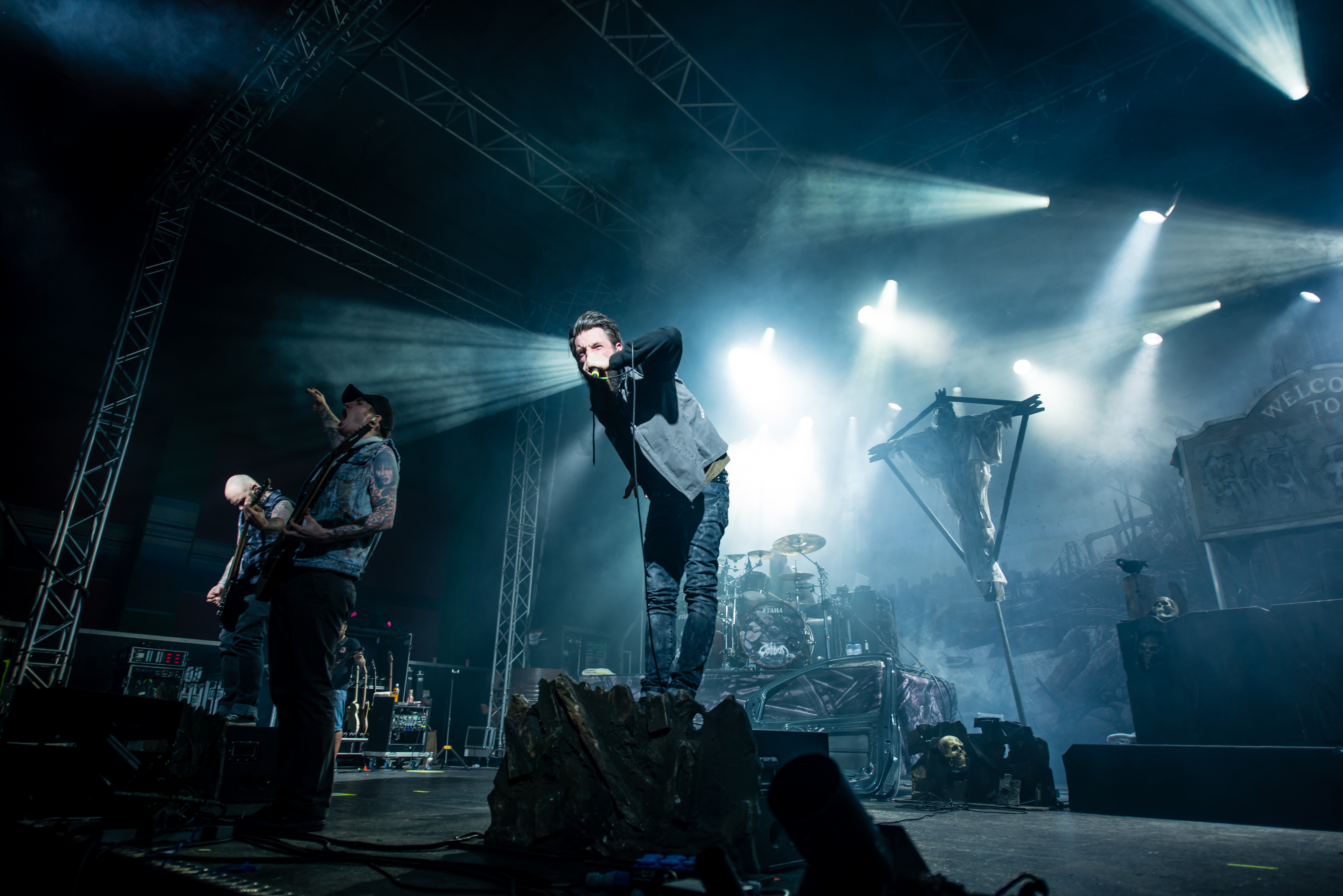
I Caliban all'Impericon Festival 2015

Vent uscì nell'aprile 2001, Giappone compreso, dove, poco dopo, parteciparono al Beast-Feast alla Yokohama Arena insieme a Slayer, Pantera, Machine Head, Biohazard e Morbid Angel a cui seguì un tour negli Stati Uniti insieme ai Bloodjinn che fu interrotto a causa dell'attacco alle Torri Gemelle dell'11 settembre 2001.
Nell'agosto 2002 venne registrato il terzo album Shadow Hearts, più melodico del precedente, nel 2004 arrivò il contratto con la Roadrunner Records e cominciò a lavorare per il quarto album, intitolato The Opposite from Within, insieme al famoso produttore Andy Sneap.
Nel luglio 2005 è la volta del secondo split album con gli amici degli Heaven Shall Burn The Split Program II, l'anno successivo viene pubblicato il 5º album della band The Undying Darkness, dopo il tour europeo Darkness over Europe insieme a Neaera, Purified in Blood e The Agony Scene. Nel 2007 viene pubblicato l'album The Awakening, il 6° della band.
I Caliban raggiungono il traguardo di 7º album nel mese di agosto del 2009, con l'uscita del disco Say Hello to Tragedy, preceduto dal singolo 24 Years. A questo segue lungo tour internazionale Night of the Living Shred.
L'ottavo album dei Caliban vede la luce il 6 febbraio 2012 e si intitola I Am Nemesis. La band ha dichiarato in fase di pre-mixaggio che l'album sarebbe stato più duro del precedente Say Hello To Tragedy.

## Formazione

### Attuali
- Andy Dörner - voce
- Marc Görtz - chitarra
- Patrick Grün - batteria
- Denis Schmidt - chitarra, voce
- Marco Schaller - basso

### Ex componenti
- Andreas Nikolau - chitarra
- Claus Wilgenbusch - chitarra
- Thomas Sielemann - chitarra
- Engin Güres - basso
- Boris Pracht - basso
- Robert Krämer - batteria

## Discografia parziale

### Album in studio
- 1999 - A Small Boy and a Grey Heaven
- 2001 - Vent
- 2003 - Shadow Hearts
- 2004 - The Opposite from Within
- 2006 - The Undying Darkness
- 2007 - The Awakening
- 2009 - Say Hello to Tragedy
- 2012 - I Am Nemesis
- 2014 - Ghost Empire
- 2016 - Gravity
- 2018 - Elements
- 2021 - Zeitgeister
- 2022 - Dystopia

### EP
- 1998 - Caliban

### Singoli
- 2000 - The Split Program (split con gli Heaven Shall Burn)
- 2005 - The Split Program II (split con gli Heaven Shall Burn)